# 詹姆斯·麦考什
詹姆斯·麦考什（1811年4月1日 - 1894年11月16日），苏格兰现实主义哲学家。他曾担任第11任普林斯顿大学校长。

## 生平

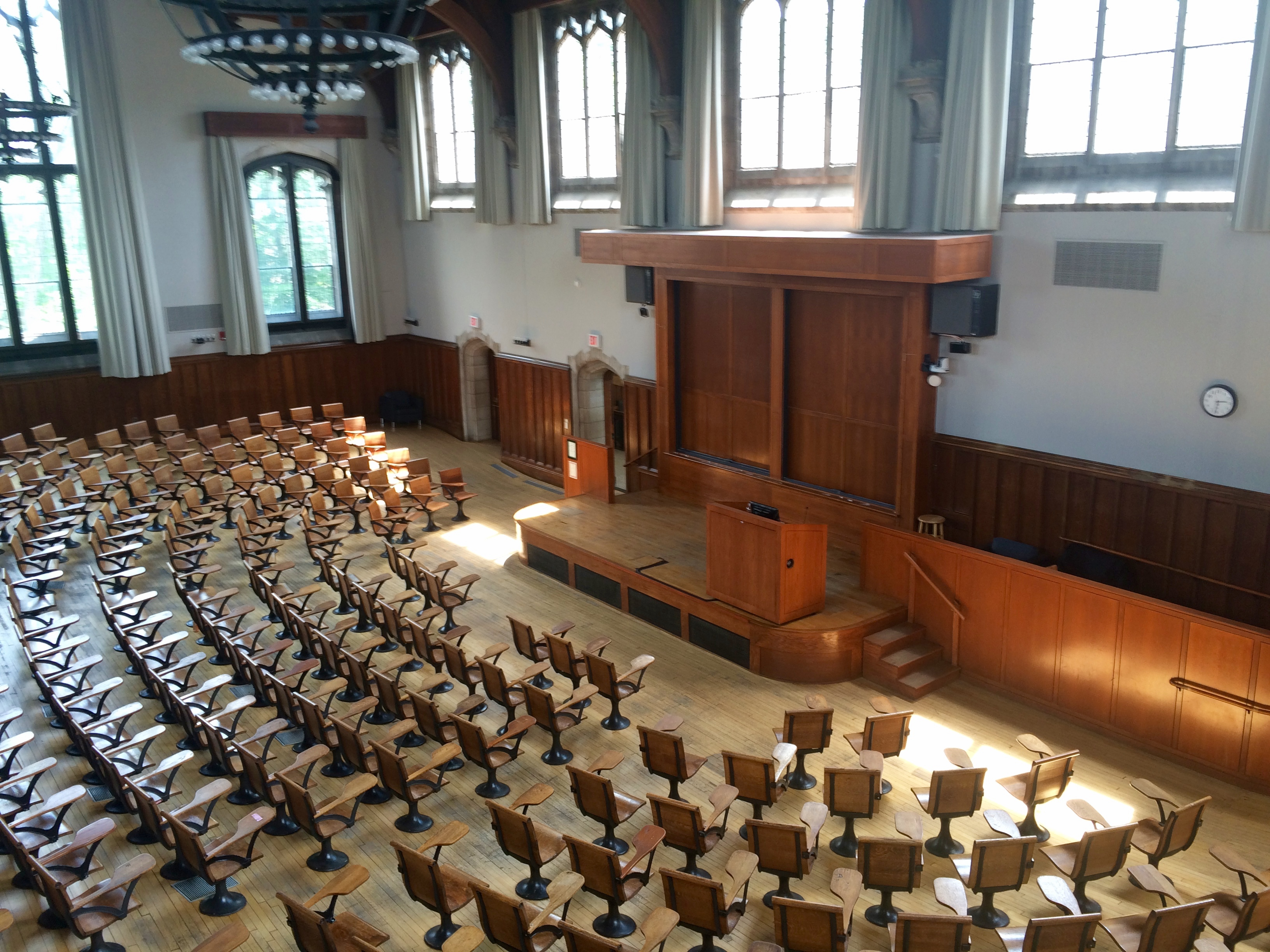
普林斯顿大学麦考什大厅的一个教室

麦考什出生在南艾尔郡一个契约家庭，先后求学于格拉斯哥大学和爱丁堡大学，并与后者获得文学硕士。在爱丁堡大学威廉·汉密尔顿爵士的辅导下，完成了关于禁欲主义的论文。 他于1834年成为了苏格兰教会的一名牧师。先后在阿布罗斯 ，布里金布道。 他在1843年的分裂中支持苏格兰自由教会，成为布里金新东部自由教会的牧师。1850年或1851年，他被任命为贝尔法斯特女王学院（现为贝尔法斯特女王大学）的逻辑与形而上学教授。